# Adriana Araújo
Adriana dos Santos Araújo (Salvador, Brasil, 4 de noviembre de 1981) es una boxeadora profesional brasileña. Ganó la medalla de bronce en los Juegos Olímpicos de Londres 2012 y  la medalla de oro en los Juegos Suramericanos de 2010 en la categoría de peso ligero. También participó en los Juegos Olímpicos de 2016.
En los Juegos Olímpicos de Londres 2012, participando en la categoría de peso ligero (hasta 60 kg), Adriana ganó su primera pelea ante la kazaja Saida Khassenova por 16-14, pasando a los cuartos de final. Fue la primera brasileña en ganar un combate de boxeo femenino en los Juegos Olímpicos. En cuartos de final, venció a la marroquí Mahjouba Oubtil por 16 a 12, asegurando una medalla y convirtiéndose en la segunda brasileña —el primero fue Servílio de Oliveira— y la primera mujer en ganar una medalla olímpica en boxeo. El bronce que ganó fue la medalla número 100 de Brasil en los Juegos Olímpicos.
En el boxeo profesional, Araújo ocupó el tercer lugar en el Consejo Mundial de Boxeo cuando se enfrentó a Chantelle Cameron en 2020 por el título de campeona mundial de peso superligero. Sin embargo, perdió la pelea.
Se retiró del boxeo en 2022.